# Gracixalus
Gracixalus é um gênero de anfíbios da família Rhacophoridae.
As seguintes espécies são reconhecidas:
- Gracixalus carinensis (Boulenger, 1893)
- Gracixalus gracilipes (Bourret, 1937)
- Gracixalus jinxiuensis (Hu, 1978)
- Gracixalus lumarius Rowley, Le, Dau, Hoang & Cao, 2014
- Gracixalus medogensis (Ye & Hu, 1984)
- Gracixalus nonggangensis Mo, Zhang, Luo, Zhou & Chen, 2013
- Gracixalus quangi Rowley, Dau, Nguyen, Cao & Nguyen, 2011
- Gracixalus quyeti (Nguyen, Hendrix, Böhme, Vu & Ziegler, 2008)
- Gracixalus supercornutus (Orlov, Ho & Nguyen, 2004)
- Gracixalus waza Nguyen, Le, Pham, Nguyen, Bonkowski & Ziegler, 2013